# 뮬란 (2020년 영화)
《뮬란》(영어: Mulan)은 2020년 공개된 미국의 역사 전쟁 드라마 영화이다. 화목란을 주제로 했으며, 1998년에 개봉된 애니메이션 《뮬란》을 실사 리메이크한 작품이다.

## 줄거리
제정 중국에서, 화 뮬란은 모험심이 강하고 활동적인 소녀이며, 언젠가 좋은 남편과 결혼하기를 바라는 부모 주와 리의 실망을 안긴다. 젊은 여성으로서 뮬란은 미래의 아내로서의 적합성을 보여주기 위해 중매꾼을 만나게 되지만, 불운한 사고로 인해 중매꾼은 가족 앞에서 그녀를 불명예스럽게 여긴다.
북쪽에서는 뵈리 칸이 이끄는 유연 전사들이 황실 전초기지를 침략한다. 그들은 마녀 시아니앙의 도움을 받아 마법을 사용하여 생존한 병사로 가장하여 중국 황제에게 공격을 보고한다. 황제는 모든 가정이 칸의 군대와 싸울 한 명의 남자를 보내라는 징병령을 내린다. 황실 병사들이 뮬란의 마을에 도착하여 징집병을 모집하고, 아들이 없는 주는 다리 절뚝거림 때문에 병사들 앞에서 즉시 쓰러지며 자신의 의무를 다할 수밖에 없어진다. 아버지가 살아남을 가망이 없음을 깨달은 뮬란은 아버지의 갑옷, 말, 검을 가지고 도망쳐 아버지 대신 입대한다. 뮬란은 주의 오랜 전우인 퉁 사령관이 운영하는 훈련 캠프에 도착한다. 다른 수십 명의 미숙한 신병들과 함께, 그녀는 자신의 진짜 신분을 노출하지 않고 그의 가르침 아래 숙련된 병사가 된다.
뵈리 칸의 군대는 계속 진격하고, 퉁은 훈련을 일찍 마치고 그의 대대를 전투에 보낸다. 대대와 떨어진 뮬란은 시아니앙과 마주치고, 시아니앙은 그녀가 남자인 척하는 것을 조롱한다. 시아니앙은 뮬란을 죽이려 하지만, 뮬란의 가슴을 묶어 신분을 숨긴 가죽에 공격이 막힌다. 뮬란은 남성 변장을 벗고, 유연족이 투석기로 동료 병사들을 공격하기 시작하자마자 전투에 복귀한다. 뮬란은 버려진 헬멧과 활 솜씨를 사용하여 투석기를 눈 덮인 산을 향해 발사하게 하여 유연족을 묻어버리는 눈사태를 유발한다.
뮬란은 캠프로 돌아가 캠프에서 친구가 된 병사 첸 홍후이를 구한다. 뮬란은 퉁 사령관에게 자신의 성별을 밝히기로 결정하고, 사령관은 그녀를 군대에서 추방한다. 나중에 그녀는 시아니앙과 마주치고, 시아니앙은 자신도 백성들에게 외면당했으며 뵈리 칸이 자신을 동등하게 대우할 것이기 때문에 그를 위해 싸운다고 밝힌다. 그녀는 또한 전초기지에 대한 공격이 뵈리 칸의 진짜 계획이 황제의 아버지를 죽인 것에 대한 복수로 황제를 붙잡아 처형하는 것이라고 밝힌다. 처형당할 위험을 무릅쓰고 뮬란은 자신의 대대로 돌아가 임박한 포로화를 경고한다. 그녀가 친구가 된 병사들은 그녀를 옹호하고, 퉁은 그녀를 믿기로 결정하며, 그녀가 황궁으로 부대를 이끌도록 허락한다.
시아니앙은 자신의 마법을 사용하여 황실 재상의 모습을 취하고, 황제에게 뵈리 칸의 일대일 대결 제안을 받아들이도록 설득하며, 도시 경비병들을 그들의 자리에서 제거한다. 경비병들은 살해당하고, 유연족은 황제를 산 채로 태우려고 준비한다. 뮬란의 부대는 유연족의 주의를 끄는 동안 뮬란은 황제를 구하러 간다. 뵈리 칸은 화살로 그녀를 저격하려 하지만, 뮬란에게 공감하고 칸에게 실망한 시아니앙은 매로 변신하여 화살을 가로막아 자신을 희생한다. 뮬란은 뵈리 칸을 죽이지만, 그 전에 그는 그녀의 무장을 해제하고 아버지의 검을 파괴한다. 그녀는 황제를 풀어주고, 황제는 그녀가 자신의 친위대에 합류하도록 제안한다. 그녀는 마을로 돌아가기 위해 제안을 거절한다.
뮬란은 가족과 재회한다. 퉁 사령관이 이끄는 황제의 사신이 뮬란에게 새로운 검을 수여하고, 장교로서 황실 군대에 합류해달라는 개인적인 요청을 한다.

## 개봉
2020년 3월 27일 북미 개봉 예정이었지만, 코로나 19 범유행으로 인해 미국을 포함한 디즈니+ 서비스 지역에서는 극장 개봉이 취소되고 디즈니+를 통해 공개되었다.

## 출연자

### 주연
- 유역비: 뮬란 역

### 조연
- 이연걸: 황제 역
- 공리: 마녀 역
- 견자단: 텅 용 장군 역
- 리제: 보리 칸 역
- 안유흠: 홍휘 역
- 마지: 아버지 역
- 조가영: 어머니 역
- 정패패: 중매쟁이 역
- 동진영: 야오 역
- 두아 무아: 치엔포 역
- 증효동: 누이동생 역
- 왕곡열: 링 역
- 원문충: 창 부관 역
- 넬슨 리: 승상 역
- 유준: 귀뚤이 역
- 원밍나: 궁녀 역

## 한국판 성우진
- 김율 - 뮬란(유역비)
- 임채헌 - 텅 용 장군(견자단)
- 김옥경 - 마녀(공리)
- 송준석 - 보리 칸(리제)
- 신용우 - 홍휘(안유흠)
- 이봉준 - 황제(이연걸)
- 이종구 - 뮬란의 아버지(마지)
- 박지윤 - 뮬란의 동생(증효동)
- 최덕희 - 뮬란의 어머니(조가영)
- 시영준 - 텅 용 장군의 부관(원문충)
- 엄상현 - 링(왕곡열)
- 장민혁 - 야오(동진영)
- 남도형 - 귀뚤이(유준)
- 서문석 - 치엔포(두아 무아)
- 장승길 - 승상(넬슨 리)
- 정미숙 - 궁녀(원밍나)
- 이경자 - 중매쟁이(정패패)
- 이규창 - 군인(방우농)
- 김명준 - 군인(R.J. 오영)

## 논란
- 타이틀 롤을 맡은 유역비가 SNS로 홍콩 시위 때 시민들을 탄압하던 경찰들을 옹호하는 의견을 내비친 것이 논란이 되어 불매운동이 일어나고 있다.[2]

- 엔딩 크레딧에서 신장 위구르 치안 담당 기관에 감사를 표한 것이 상당한 파장을 일으키고 있다.

- 전 세계를 넘어 한국에서 역시 뮬란에 대한 보이콧이 진행 중이다.[3]